# Apokatastasis
Apokatastasis (griechisch ἀποκατάστασις [apokaˈtastasɪs], übersetzbar etwa mit „Wiederherstellung“, „Wiederbringung“, aber auch „Neuordnung“ oder „Herstellung“ bzw. „Verwirklichung“) ist eine theologische Lehre von der Wiederherstellung aller Dinge am Ende der Zeiten.
Als zyklisch-teleologisches Geschichtsbild geht diese Lehre ausgehend von einem durch Abfall („Apostasis“) der geschaffenen Wesen vom Schöpfer verlorenen Zustand hin zu einem Zustand der Versöhnung und Einheit aller Wesen mit Gott aus, so wie es am Anfang gewesen sein soll. Wie der Prozess bis dahin aussieht, wird unterschiedlich gesehen. Sofern dies für alle gefallenen Wesen gilt, wird auch von apokatástasis pántōn (ἀποκατάστασις πάντων), restitutio omnium (quae locutus est) gesprochen.
Die ursprüngliche Apokatastasis-Doktrin ist jedoch von späteren Lehren einer „Allaussöhnung“ bzw. Allversöhnung zu unterscheiden, die meist von einem neuen noch nicht da gewesenen Zustand der Harmonie zwischen Schöpfer und Geschöpf ausgeht.
In der Religionswissenschaft wird der Begriff Universalismus gelegentlich als Synonym für Apokatastasis verwendet. Konfessionell fand die Apokatastasis in Form des nordamerikanischen Universalismus ihre Gestalt.

## Vorkommen
Der Ausdruck wird im außerchristlichen, griechischen Sprachgebrauch in verschiedenen Kontexten verwendet, wie in der Medizin, Astronomie, Jurisprudenz, Politik und der antiken Philosophie. Im Zusammenhang mit dem Sothis-Zyklus verwendeten griechische Schreiber den Begriff Apokatastasis so bezüglich der Gleichzeitigkeit des astronomischen und des bürgerlichen Neujahrfestes im altägyptischen Kalender am 1. Achet I. Allgemein meint es die „Wiederherstellung eines Zustands“, beispielsweise in der Medizin die Wiederherstellung der Gesundheit, also die Heilung.
Christliche Theologen beziehen sich auf Apg 3,21a : „Ihn [i. e. Jesus] muss der Himmel aufnehmen bis zu den Zeiten der Wiederherstellung von allem“ (gr.: apokatastaseos panton ‚Wiederbringung Aller‘). Damit ist im engeren Sinn die Wiederherstellung der Theokratie im Millennium, die offene Herrschaft Gottes ohne irdische Regierung, gemeint. Im weiteren Sinn wird es jedoch auch als Wiederherstellung des Zustands vor dem Sündenfall ausgelegt.

## Versuch der Differenzierung unterschiedlicher Terminologien
Die Begriffe Allaussöhnung, Allversöhnung, Allerlösung, Apokatastasis panton (dt. „Wiederbringung Aller“: WA) werden oft synonym verwendet, lassen sich aber folgendermaßen unterscheiden:

### Allaussöhnung
Die Lehre einer Allaussöhnung stützt sich auf die neutestamentliche Aussage, dass Gott in Zukunft „das All mit sich aussöhnen“ wird (Kol 1,20 ). Zentral wird in diesem Zitat das Verb aussöhnen (gr. apokatallasso) gesehen, im Gegensatz zu versöhnen (gr. katallasso) oder sühnen (gr. hilaskomai). Apokatallaxai ta panta kann nach Wortteilen übersetzt mit „Herab-ab-ändern des Alls“ oder „Veränderung des Alls von Grund auf“ wiedergegeben werden. Mit panta kann in der Auslegung von Anhängern der Allversöhnung nur die Menschheit gemeint sein, da die Versöhnung mit leblosen Dingen unmöglich ist.

### Allversöhnung
Versöhnung ist im Unterschied zur Aussöhnung nur einseitig. Durch den Tod Jesu wird die Versöhnung teils als schon geschehen angesehen (Röm 5,10 ).

### Allerlösung
Allerlösung ist theologisch-inhaltlich mit Allaussöhnung gleichzusetzen, betont aber stärker, dass das Planen und Handeln Gottes nicht von der Reaktion des Menschen abhängt: Gott erlöst durch Offenbarung seiner selbst, der Mensch wird dadurch erlöst von alten Zwängen wie Endlichkeit und Sündenfolgen.

### Apokatastasis panton
Der Begriff „Wiederbringung Aller“ entstammt Apg 3,21a : „Ihn muss der Himmel aufnehmen bis zu der Zeit, in der alles wiedergebracht wird“. Im Unterschied zur Allaussöhnung, die von einem noch einzigartigen Endzustand ausgeht – also nicht von einer Wiederbringung redet –, spricht diese Stelle nach Meinung vieler Ausleger von der Wiederherstellung der Theokratie im Millennium und nicht von einem völlig neuen Zustand wie der Allaussöhnung. Die Verkündung der Allaussöhnung wird stattdessen bei dem Apostel Paulus gesehen, der daher auch von der Enthüllung eines Geheimnisses redet (z. B. Röm 16,25–27 ). Die Apokatastasis kann als Wegbereiter einer umfassenden Allaussöhnung gesehen werden.

### Heilsuniversalismus
In Abgrenzung dazu beschreibt der Begriff Heilsuniversalismus die Ausweitung des Heils von der Auswahl aus Israel und anderen Nationen hin zu allen Menschen. Im paulinischen Briefkorpus wird eine solche Ausweitung mehrmals angesprochen.

## Biblische Grundlage
Die Lehre der Allaussöhnung befasst sich mit dem Ausgang der Menschheitsgeschichte und sieht diese als Heilsgeschichte, durch die Gott sein Heil bewirkt.
Nach dieser Auslegung ist die Allaussöhnung geschehen, wenn sich erfüllt hat: „Alles hat sich Christus untergeordnet“ (1 Kor 15,25–28 ;, siehe auch Kol 1,15–17 ; Eph 1,9–10 .20–23; Phil 3,21 ); „damit in dem Namen Jesu sich jedes Knie beuge“ und jede Zunge huldige: „Herr ist Jesus Christus, zur Verherrlichung Gottes, des Vaters“ (Phil 2,11 ; Jes 45,23–24 ), was nur in Heiligem Geist möglich ist (1 Kor 12,3 ). Diese Ausleger wollen sich darin auf „den lebendigen Gott verlassen, welcher der Retter aller Menschen ist“ (1 Tim 4,10 ; siehe auch 1 Tim 2,4 ).
Aus Sicht der Befürworter wurde die Allaussöhnung also erst durch den Tod und die Auferstehung Jesu möglich: „Wie es also durch die Übertretung eines einzigen für alle Menschen zur Verurteilung kam, so wird es auch durch die gerechte Tat eines einzigen für alle Menschen zur Gerechtsprechung kommen, die Leben gibt“ (Röm 5,18 ; 1 Kor 15,22 ). Das Handeln Gottes wird in diesem Heilsverständnis als ausschlaggebend gesehen, und umschließe auch den Widerspruch der Menschen auf dem Weg hin zum Ziel (Röm 11,32 ).
Als Weg zu diesem Ziel Gottes wird das letzte Gericht gesehen. Die Gesamtheit der Toten werde nach Offb 20,11–13  auferstehen, um vor dem „großen weißen Thron“ gerichtet zu werden, entsprechend ihrer Werke (Offb 20,13 ). Gericht wird dabei im Sinn einer Ausrichtung, eines Berichtigens oder Rechtmachens als eine Maßnahme ausgelegt, durch die nach göttlicher Rechtsnorm, aufgrund der Gerechtigkeit Gottes, die Zurechtbringung des Menschen erfolge (Dtn 16,18 ; Ps 37,33 ; 82,3 ; Sach 7,9 ; Joh 5,22–23 ). Sie würden dort Jesus als ihren Herrn erkennen können. Nach diesem Gericht kommen die Sünder in den „zweiten Tod: den See des Feuers“ (Offb 20,15 ). Anhänger der Allversöhnung sehen in der Bibel keinen Zusammenhang von Qualen für Menschen mit dem zweiten Tod; die Vorstellung der Hölle wird von ihnen zumeist als unbiblisch abgelehnt. Oft wird „Feuersee“ dabei als Bild für die reinigende Präsenz Gottes ausgelegt; denn u. a. in Hebr 12,29  ist die Rede davon, dass Gott selbst „verzehrendes Feuer“ ist. Der zweite Tod aus dem Buch Offenbarung dauere den letzten Äon an (Offb 21 ). Nach dem Abschluss aller Äonen werde auch dieser Tod, als letzter aller Feinde Gottes, unwirksam gemacht (1 Kor 15,26 ) und somit dieser Zustand beendet. Dann werde Gott „alles in allen sein“ (1 Kor 15,28 ).

## Apokatastasis in der frühen Kirche und bei den Kirchenvätern
Die Lehre von der Apokatastasis wurde auch von Christen verschiedener Richtungen immer wieder vertreten, wobei die Begründungen unterschiedlich waren. Ausdrücklich wurde sie in Alexandria von Clemens von Alexandria (um 150 – um 215 n. Chr.) und Origenes (185 – um 254) gelehrt. Clemens von Alexandrien betrachtete Rache als etwas, was nicht zu Gottes Wesen passe. Rache auszuüben wäre nichts anderes als „Böses mit Bösem zu vergelten, wohingegen Gott den Gezüchtigten um seines eigenen Wohles willen züchtigt“. Origenes meinte: „Und ich bin der Überzeugung, dass er (Gott) die Lasterhaftigkeit auch in geordneter Weise (einmal) ganz und gar vertilgt, zum Heile des Ganzen.“ Ebenso: „Wie es bei den körperlichen Krankheiten und Wunden einige gibt, die durch keine ärztliche Kunst geheilt werden können, so ist es andererseits, wie wir behaupten, unwahrscheinlich, dass bei den Seelen ein von der Sünde herstammendes Gebrechen vorhanden sei, das unmöglich von der über allen waltenden Vernunft und von Gott geheilt werden könnte.“ Berufen konnten sich diese Kirchenväter auf die Septuaginta, in der zwar nicht das Nomen, aber das Verb an exakt einer Stelle auftaucht. Im Neuen Testament erscheint das Nomen nur in Apg 3 .
Viele Theologen sehen den Kirchenvater Gregor von Nyssa (um 335 – nach 394) als Vertreter der Apokatastasis aufgrund von Aussagen wie, dass „es nicht hauptsächlich und primär Strafe ist, was Gott den Sündern auferlegt“, vielmehr handle Gott nur, „um das Böse von dem Guten zu trennen und es in die segensvolle Gemeinschaft zu ziehen“. Die hier angesprochene Gemeinschaft ist eine Gemeinschaft, die so aussehen wird, dass alle Geschöpfe „in ihrem Verlangen und Wünschen dasselbe Ziel (nämlich Gott) haben werden und dieses Ziel auch schauen werden, und zwar ohne dass noch irgendwas Böses in ihnen anzutreffen wäre“. Andere Theologen gehen jedoch davon aus, dass Gregor lediglich von einer Hoffnung auf Allversöhnung sprach, wobei sie sich auf Stellen in seinen Werken beziehen, an denen er von ewiger Strafe spricht, so wenn er in „de pauperibus amandis“ sagt, dass das Gericht Gottes jedem geben wird, was ihm zukommt: ewige Ruhe denen, die Mitleid ausübten und ein heiliges Leben führten; aber die ewige Strafe des Feuers für die Harten und Mitleidlosen. Doch die Lehre von der Apokatastasis wurde im vierten Jahrhundert auch von anderen Kirchenvätern, wie Didymus dem Blinden, Diodor von Tarsus und Theodor von Mopsuestia gelehrt. Durch Theodor von Mopsuestias Liturgie wurde sie von der Assyrischen Kirche des Ostens übernommen, wo sie bis heute in den liturgischen Texten vorkommt.
Die allgemeine Lehre der Kirche wurde von dem Kirchenvater Augustinus (354–430) geprägt, der aus der Bibel eine ewige Strafe begründet. Beispielsweise meinte er, dass die äonische Strafe aus Mt 25,46  endlos sei, da das gleich bezeichnete äonische Leben auch endlos sei („äonische Strafe“ wird in der Regel mit „ewige Strafe“ übersetzt, was auch der aktuellen Forschung entspricht, sollte aber u. a. nach Meinung von Adolph Ernst Knoch als zeitlich begrenzter Tod interpretiert werden; vgl. Offb 20,5 ). Augustinus war auch der bekannteste Vertreter der Erbsündenlehre, die besagt, dass jeder Mensch durch den Sündenfall des ersten Menschen, Adam, befleckt sei und deswegen auch eine endlose Höllenstrafe für jeden Menschen zu erwarten sei, wenn Gott nicht aus sich heraus Gnade verleihe. Auf der Synode von Konstantinopel (543) und dem Zweiten Konzil von Konstantinopel (553) wurde der Sinn des Begriffs apokatastasis eingeschränkt und wich so von der Fassung ab, die ihr Väter wie Origenes und Euagrios Pontikos (345–399) gegeben hatten:

“Later fathers, however, came to believe that any identification between the first and the last things was blameworthy, which suggests that they attributed this opinion to no-one else but the ‘heretical’ Origen and Evagrius who, it was assumed, perniciously conceived of the last things as replicating the first and, in any case, were heretics. […] Ignorance was thus demonstrated of the fact that […] the term had been widely employed as part of legitimate nomenclature […].”

„Spätere Väter kamen jedoch zu der Überzeugung, dass jegliche Gleichsetzung der ersten und der letzten Dinge tadelnswert sei, was darauf hindeutet, dass sie diese Meinung niemand anderem als den ‚Ketzern‘ Origen und Evagrius unterstellten. Ihnen schrieben sie das gefährliche Konzept zu, das die letzten Dinge als eine Wiederholung der ersten betrachtet, und hielten die beiden jedenfalls für Ketzer. […] Dies zeigt die Unkenntnis der Tatsache, dass […] der Begriff als Teil der legitimen Nomenklatur […] weit verbreitet war.“

Das nach-augustinische Athanasische Glaubensbekenntnis stellt dem ewigen Leben für die, welche Gutes getan haben, das ewige Feuer für die, welche Böses getan haben, gegenüber.

## Vom Frühmittelalter bis zur Neuzeit
In den theologischen Auseinandersetzungen des frühen Mittelalters war Apokatastasis im Allgemeinen kein Thema. Einzig der schon zu seinen Lebzeiten kontroverse, stark von Plato beeinflusste irische Theologe Johannes Scotus Eriugena (9. Jh.) vertrat im 9. Jahrhundert die Apokatastasis des Origenes.
Nachweisbar sind universalistische Gedanken erst wieder in der Folge der Aufklärung, z. B. bei Johann Kaspar Lavater, Charles Chauncey (1705–1787) und Jonathan Mayhew und bei Teilen des Pietismus, angefangen mit dem Superintendenten Johann Wilhelm und Johanna Eleonara Petersen (1644–1724). Wilhelm sagte: „Es ist das ewige Evangelium eine fröhliche Botschaft von der Wiederbringung aller, da verkündigt wird, wie dass alle Kreaturen, […] doch eine jegliche in ihrer von Gott bestimmten Zeit und Ordnung nach ergangener Läuterung hier in dieser Zeit oder in den zukünftigen Äonen nach rückstelligen Gerichten auf die allergerechteste Art und Weise des gerechten und gütigsten Gottes durch Jesum Christum, […] von der Sünde und Strafe der Sünden sollen errettet […] werden.“
Spätere Pietisten, die die Allversöhnung vertraten, waren Christian Gottlob Pregizer (1751–1824), Michael Hahn († 1819), Friedrich Christoph Oetinger († 1782), Johann Albrecht Bengel († 1752), Jung-Stilling († 1817) und die beiden Blumhardts, Vater Johann Christoph Blumhardt († 1880) und Sohn Christoph Blumhardt († 1919).
Durch die missionarischen Bestrebungen von George de Benneville (1703–1793) und der deutschen Täufergruppen kamen diese Auslegungen auch nach Nordamerika, wo sie dann vor allem durch Unitarier in den liberalen Kreisen des Ostens großen Einfluss gewannen. Einige Zeit später (1867) veröffentlichte Andrew Jukes sein Buch The Restitution of all Things (Die Wiederherstellung aller Dinge). In den USA wurde der Universalismus außerdem durch die Universalist Church of America (1793–1961) beispielsweise durch Hosea Ballou und Charles Skinner vertreten.
Unter bekannteren Theologen des 19. und 20. Jahrhunderts haben Herman Schell, Hans Urs von Balthasar, Friedrich Daniel Ernst Schleiermacher, Ernst F. Ströter, Karl Barth und Wilhelm Michaelis die Lehre der endlosen Hölle abgelehnt. Jürgen Moltmann schrieb in Theologie der Hoffnung: „Die Logik der Hölle scheint mir nicht nur inhuman, sondern extrem atheistisch zu sein: hier der Mensch in seiner freien Entscheidung für Hölle oder Himmel – dort Gott als der Ausführende, der diesen Willen vollstreckt. Gott wird zum Diener des Menschen degradiert. Wenn ich mich für die Hölle entscheide, muss Gott mich dort hinstecken, obwohl es nicht sein Wille ist. Drückt sich so die Liebe Gottes aus? Und wo bleibt die Allmacht Gottes? Menschen würden selbst ihrem Schicksal überlassen, sie brauchen Gott eigentlich nicht, denn nur der Mensch bestimmt, was passiert.“

## Theologische Auseinandersetzung

### Zur Frage des freien Willens des Menschen
Nach der Lehre vieler christlicher Kirchen hat Gott den Menschen einen freien Willen gegeben, um sich für oder gegen ihn zu entscheiden und in der Folge die Ewigkeit entweder in direkter Gemeinschaft mit Gott oder in ewiger Abwesenheit von Gott zu verbringen. Wird der freie Wille negiert, sei sowohl die persönliche Entscheidung zum Glauben wie auch die Verantwortung des Menschen vor Gott in Frage gestellt. Außerdem wird behauptet, dass Liebe auf beiden Seiten einen freien Willen erfordere. Wäre zudem Gott auch die Ursache der Sünde, wird befürchtet, dass diese nicht mehr bekämpft würde. Diese Auffassung wird auch vom Arminianismus vertreten, der von Arminius (geb. 1559 in Holland) durch die Auseinandersetzung mit dem extremen Calvinismus entwickelt wurde, in modifizierter Form auch von der katholischen Kirche.
Einige Vertreter der Allaussöhnung vertreten die Ansicht, die Bibel lehre, dass der Mensch keinen freien Willen habe und es daher keine daraus folgenden endlosen Bestrafungen für Lebenswege gebe. Stattdessen vertreten sie, dass jeder Mensch in allem von Gott geführt werde. Alle menschlichen Entscheidungen seien einem gottbestimmten Kausalgesetz unterworfen, was dem ungläubigen Menschen jedoch nicht bewusst sei. Einzig Gott, der Vater, sei nicht kausal und habe daher als einziger einen freien Willen (Luther: „Vom unfreien Willen“). Wenn Gott aber „will, dass alle Menschen gerettet werden“ (1 Tim 2,4 ), indem sich Jesus als Herrn letztlich jedem zu erkennen gebe (Phil 2,11 ; Jes 45,23–24 ), werde jeder Mensch einmal glauben können.
Andere Universalisten gehen wie Origenes von der Realität der menschlichen Willensfreiheit aus. Nur die Fähigkeit, aus verschiedenen möglichen Handlungen frei zu wählen, erkläre die Existenz der Sünde. Darüber hinaus sei die menschliche Freiheit eine notwendige Voraussetzung, um in einer aufrichtigen Beziehung mit Gott zu stehen; nur ein freies Wesen könne Gott aufrichtig lieben, da nur ein freies Wesen überhaupt in der Lage sei, eigenständig zu handeln. Diese Universalisten legen jedoch Wert darauf, dass die Willensfreiheit des Menschen kein hinreichender Grund ist, die Allversöhnung abzulehnen. So werde irgendwann ein Punkt eintreten, an dem jedes Wesen aus freien Stücken Gott gewählt haben werde. Grund für diese Annahme ist der Gedanke, dass jedem Menschen ein nur durch Gott zu stillendes Bedürfnis nach Liebe und Göttlikchkeit innewohne. Es werde also jeder Mensch umkehren und Gottes Angebot der Erlösung annehmen, damit sich eines Tages „jedes Knie vor Gott niederbeugen und jede Zunge den Namen des Herrn bekennen wird“ (Jesaja 45, 23; Philipper 2, 10–11) und Gott „alles in Allem“ (1. Korinther 15, 28) sein kann.

### Zur Frage der Allmacht Gottes
Anhänger der Höllenlehre sehen in einem Verneinen der Möglichkeit einer endgültigen Verdammung eine Einschränkung der Allmacht Gottes. Der allmächtige Gott habe die Freiheit, Gerechtigkeit und Barmherzigkeit nach seinem Ermessen und nach seiner Beurteilung der Sünde auszuteilen, und der Mensch könne nicht im Voraus wissen, wie Gott sich gegenüber Gottesleugnern und Gottesfeinden verhalten wird, die eine Gemeinschaft mit Gott ablehnen.
Vertreter der Allaussöhnung sagen, dass man das sehr wohl wissen könne: Sie legen die Aussage der Bibel, dass Gott „will, dass alle Menschen gerettet werden“ (1 Tim 2,4 ), so aus, dass Gott dies auch wirklich wolle und es daher mit jedem Menschen erreichen werde, weil Gott allmächtig sei. Gottes Allmacht zeige sich gerade darin, dass er durchführen könne, was er sich vorgenommen habe. Außerdem entspreche es Gottes Eigenschaften, dass er sich allen seinen Geschöpfen gegenüber barmherzig und gnädig verhalte; denn niemand könne sich selbst retten. Sie verweisen beispielsweise auf Röm 9 , wo ausgesagt wird, dass selbst Gotteslästerer wie Pharao, in ihrer Ablehnung von Anweisungen dennoch Gottes Wille durchführen mussten.

### Zur Frage der Mission
Manche Kritiker der Allversöhnung sind besorgt, dass durch die Annahme dieser theologischen Konzeption die Motivation zur Mission erlahmen könnte. Wozu sollte man das Evangelium jenen predigen, die Gott sonst nicht kennenlernen würden, wenn ohnehin alle erlöst würden und niemand vor einer Hölle bewahrt werden müsste?
Dem entgegnen Anhänger der Allaussöhnung mit der Frage, ob die Erwartung eines bösen Endes für einen Teil der Menschen überhaupt eine geeignete Motivation sei, anderen Menschen einen liebenden Gott nahezubringen. Sie meinen außerdem, dass auch mit der Drohung einer Hölle, die oft nicht mehr direkt ausgesprochen wird, Menschen nicht dazu gebracht werden können, Gott zu lieben. Bertrand Russell meinte stellvertretend in Warum ich kein Christ bin: „Ich muß sagen, dass diese ganze Lehre vom Höllenfeuer als Strafe für die Sünde eine grausame Lehre ist. Sie hat Grausamkeit in die Welt gebracht und für Generationen unbarmherzige Folgen.“ Vertreter der Allaussöhnung sehen sich in der Pflicht, anderen Menschen die wirklich frohe Botschaft von einem liebenden Gott nahezubringen – darin sehen sie sich als Werkzeuge Gottes, um die Allaussöhnung zu erreichen. Die Motivation, andere vor einer „Hölle“ zu bewahren, sehen sie nicht als zielführend an. Auch kirchengeschichtlich ist die Behauptung abwegig, denn zu den wichtigsten deutschen Missionaren gehörten Pietisten, so zum Beispiel Johann Martin Mack (1715–1784) oder Christian Gottlob Barth (1799–1862), die die Höllenlehre als unbiblisch ablehnten.
Gegner der Allversöhnung distanzieren sich entschieden von der pauschalen Darstellung, dass sie das Evangelium als Drohbotschaft predigen würden. Sie verstehen die Verkündigung des Evangeliums als ein Angebot Gottes an den Menschen. Ihre Leitbild lässt sich so formulieren: Niemand wird gezwungen die Ewigkeit mit Gott zu verbringen.

### Zur Frage der Gerechtigkeit Gottes
Kritiker der Allversöhnung führen die Bibelstellen im Neuen Testament auf (beispielsweise Mt 25,31–46 ), an denen von einer Scheidung zwischen Gerechten und Ungerechten gesprochen wird (Lehre vom „doppelten Ausgang“): Gerechte erhalten das ewige Leben, während Ungerechte ewig (Grundtext: jeweils äonisch) gestraft werden (V. 46). Ebenso sehen sie in der Bibel keinen Beleg für eine Läuterung nach dem Tod. Weiter vertreten sie, dass die Allaussöhnung zwar Gottes Liebe betone, aber seine Heiligkeit und seine Gerechtigkeit ganz in den Hintergrund stelle.
Befürworter der Allversöhnung finden in der Bibel keinerlei Anhaltspunkte für endlose Qualen für Menschen bzw. einer wie auch immer gearteten „Hölle“. Weder im Hades (Sheol), in der Gehenna der Evangelien noch im Feuersee der Offenbarung würden Menschen endlos gequält. Dagegen sei Gottes Ziel der Allaussöhnung in der Bibel definiert (s. o.), wobei der Weg dorthin Gottes Sache sei. Einige Vertreter dieser Sicht erklären zudem, dass „ewiges“ Leben oder „ewige“ Strafe falsche Übersetzungen des griechischen aionion (äonisch = auf Äonen (Weltzeitalter) bezogen) seien. Für sie zeige sich die Gerechtigkeit Gottes gerade dann, wenn die Menschheit aus der passiven Kollektivstrafe der Sterblichkeit durch den Sündenfall Adams wieder kollektiv und passiv befreit würde (nach Römer 5,18 ). Sie stellen in Frage, ob es mit Gottes Gerechtigkeit zu vereinbaren sei, wenn Gott Menschen für Sünden, die maximal ein Menschenleben dauern können, eine endlose Strafe anordnen würde. Nach Meinung der Befürworter findet die Läuterung nach der Auferstehung während des Gerichts (= Richtigung, Ausrichten auf Gott) vor dem großen, weißen Thron statt (Offb 20 ).
Kritiker sehen in der konsequenten Übersetzung von aionion mit äonisch (= Äonen-bezogen) eine Auslegung, die dem Urtext nicht gerecht wird, da sich das Wort in diesem Kontext auf die Gesamtheit der neuen Welt bezieht, die ewig bestehen wird. (Die jüdische Theologie zur Zeit Jesu kennt genau zwei Äonen: Der aktuelle Äon, die derzeitige Welt – und der nächste Äon, die neue, perfekte Welt, die von Gott neu geschaffen wird und für immer Bestand hat.) Außerdem wird das Wort aionion bereits von griechischsprachigen Kirchenvätern der ersten Jahrhunderte im Sinn von ewig ausgelegt. Zur detaillierten Auseinandersetzung mit dem Begriff „Äon“ und den Kontroversen zu seiner Übersetzung siehe Äon (Theologie).

## Wortverwendung in Hellenistischer Philosophie
Typisch für die Apokatastasislehre der griechischen Philosophie ist das gleichbleibende zyklische Schema, dass der Urzustand mit dem Endzustand identisch ist. Meist wird für die Berechnung der einzelnen Perioden die Astronomie zu Rate gezogen: wenn alle Planeten an ihren ursprünglichen Ort zurückgekehrt sind, ist ein sogenanntes „großes Jahr“ vorüber. Oft zerstört ein Feuer die Welt, bevor der (meist) völlig identische Zyklus von vorn beginnt.
Die Pythagoreer (Ende 6. Jhdt. v. Chr.) kannten wahrscheinlich die Wiederkehr identischer Welten, jedoch ohne periodischen Weltuntergang.
Bei Heraklit (um 520–460 v. Chr.) ist zwar das Wort Apokatastasis nicht nachzuweisen, dennoch lehrt er schon einen zyklischen Wechsel von Feuer und identischen Welten. Dabei geht aus dem einen Urfeuer alles hervor, was am Ende wieder durch das Feuer zerstört wird.
Die Stoiker bildeten die Theorie zum ersten Mal aus, auch wenn bei den älteren Stoikern das Wort selbst nicht bezeugt ist. Dabei bewirken die Planeten, durch ihre Rückkehr in die ursprüngliche Konstellation, die Zerstörung und Wiederherstellung der völlig identischen Welten.
Auch von der jüdischen Tradition wurde der Apokatastasis-Gedanke übernommen, jedoch in einem entscheidenden Punkt abgeändert: Es gibt keine periodisch wiederkehrende Welten, sondern nur einen Zyklus, an dessen Anfang und Ende eine heile Welt, das Paradies, steht. Im Gegensatz zum Christentum sind hier die Hoffnungen noch ganz aufs Diesseits konzentriert. Von einer Auferweckung oder Allversöhnung der Verstorbenen ist hier nur in Ansätzen – vor allem in den Makkabäer-Büchern – die Rede.
Der Stoiker und römische Kaiser Mark Aurel (121–180) glaubte an eine Wiedergeburt der Seelen, wodurch in einem Aion mehrmals die gleichen Erscheinungen auftreten.
Auch die Neuplatoniker (3.–7. Jhdt.) waren von der Reinkarnation der Seelen überzeugt. Die Welt hielten sie für ewig, wobei die Zahl der Urbilder der Seelen als begrenzt galt. Daher vertraten sie eine Apokatastasis der Seelen.
In mittelpersischen bzw. Pahlavi-Schriften bzw. im Zoroastrismus existiert eine Apokatastasis des Eisens und des Feuers. Sie bezieht sich auf Saoschjant, den letzten Sohn von Zarathustra.
Unter den zeitgenössischen Philosophen erneuert Friedrich Nietzsche (1844–1900) den Gedanken einer zyklischen, stets gleich ablaufenden Weltperiode. Er begründet dies dadurch, dass die Welt weder ein Ziel noch ein Vermögen zur ewigen Neuheit hat. Deshalb wechseln sich immer in gleicher Reihenfolge die gleichen Dinge ab.